# Bartolomeo Passante
Bartolomeo Passante o Bassante (Brindisi, 1618 – Napoli, 1648) è stato un pittore italiano.

## Biografia
Bartolomeo Passante giunse a Napoli nel 1629 dove fu probabilmente allievo di Jusepe de Ribera (secondo la testimonianza del De Dominici), ma secondo i documenti rimasti dovette frequentare la bottega di un certo Pietro Beato, di cui sposò una nipote, Angela Formichella, nel 1636; "attratto da modelli più classicisti agli inizi degli anni Quaranta, mitigò il naturalismo riberiano adottando forme dai contorni più concisi, profili più netti, incarnati più levigati e panneggi leggermente raggelati nella loro preziosità pittorica, fino a raggiungere un approdo più accademico". Il suo stile quindi sembra distante dal Ribera (a dispetto dell'affermazione del de Dominici, che lo considera quasi un alter ego del maestro), avvicinandosi piuttosto alla maniera di Massimo Stanzione e di Agostino Beltrano, col quale probabilmente condivise il discepolato presso il Beato.

## Opere

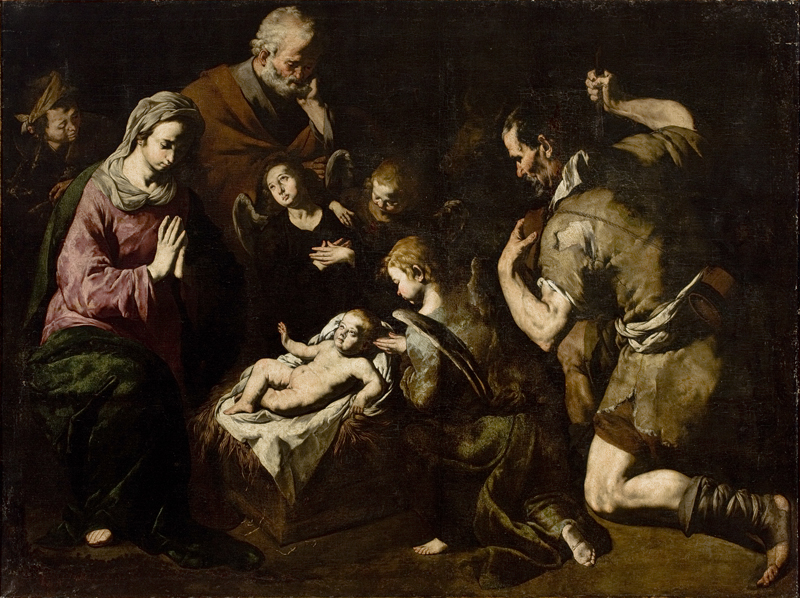
La Adorazione dei pastori al Museu de Arte de São Paulo

Due sono le opere firmate del Passante: la Adorazione dei pastori del Prado e uno Sposalizio mistico di Santa Caterina in collezione privata napoletana. 
Per via stilistica gli vengono attribuiti il San Sebastiano curato dalle pie donne, già a Londra, la Sacra Famiglia con san Giuseppe dormiente in collezione privata (Causa), una grande Adorazione dei pastori in una chiesa svedese (forse la pala citata dal De Dominici nella chiesa di San Giacomo degli Spagnoli a Napoli, secondo Giuliano Briganti), una Santa Caterina d'Alessandria a Palazzo Madama di Torino e un Trionfo in collezione privata romana.
Da alcuni studiosi (Longhi 1969, Spinosa) è stato identificato in Bartolomeo Passante il cosiddetto Maestro dell'Annuncio ai pastori, attivo a Napoli nella metà del secolo: tale identificazione oggi non è più ritenuta plausibile, soprattutto in considerazione della breve vicenda artistica del nostro, morto a soli trent'anni (inizialmente si riteneva che Passante fosse vissuto oltre la metà del secolo, notizia smentita dal ritrovamento del documento di morte al 1648).